# Volleyball Franches-Montagnes
Volleyball Franches-Montagnes är en volleybollklubb (damer) från Saignelégier, Schweiz. Klubben grundades 1991 genom att tre lokala klubbar (GV Le Noirmont, VBC Saignelégier och Femina Montfaucon) gick samman. Laget debuterade i Nationalliga A (högsta serien) första gången 1997/1998 och har spelat i serien sedan dess med undantag för 1999/2000 och 2009/2010. Lagets främst meriter är en seger i schweiziska supercupen 2004, finaler i Schweizer Cup 2004/2005 och 2011/2012 samt en andraplats i Nationalliga A 2005/2006.